# Anetta Balajková
Anetta Balajková (ur. 26 czerwca 1923 w Pradze, zm. 20 czerwca 2002) – czeska tłumaczka polskiej literatury.

## Życiorys
Anetta Heczková w latach 1945–1952 studiowała na Wydziale Filozoficznym Uniwersytetu Karola. W 1948 roku wyszła za mąż za Bohumila Balajkę. W latach 1949–1980 pracowała jako tłumaczka. Przetłumaczyła na czeski utwory takich pisarzy jak: Irena Krzywicka, Roman Bratny, Andrzej Kusniewicz czy Józef Hen. Tłumaczyła również książki dla dzieci polskich autorów, w tym Edmunda Niziurskiego i powieści kryminalne (Joe Alex).

## Tłumaczenia
Przetłumaczyła na język czeski:
- Stanisław Dygat Bodamské jezero (Jezioro Bodeńskie) Praga, Evropský literární klub 1948
- Leon Kruczkowski Paví pera (Pawie pióra) Praga, Československý spisovatel 1949
- Michał Rusinek Z barikády do údolí hladu (Z barykady w dolinę głodu) Praga, Mír 1950
- Roman Bratny Neklidné stopy (Niespokojne tropy. Wrażenia z podróży do ZSRR) Praga, Lidová demokracie 1961
- Jerzy Broszkiewicz Velká, větší, největší (Wielka, większa i największa) Státní nakladatelství dětské knihy 1963
- Wiesław Górnicki V zemi, kde roste pepř (Gdzie rośnie pieprz) Praga, Státní nakladatelství politické literatury 1963
- Irena Krzywicka (Krzvwická) Rodina Martenů (Rodzina Martenów) Praga, Mladá fronta 1953
- Irena Krzywicka (Krzvwická) Setba budoucnosti (Siew przyszłości) Praga, Mladá fronta 1955
- Edmund Niziurski Lawrensova smrt (Śmierć Lawrensa) Praga, Naše vojsko 1956
- Edmund Niziurski Kniha uličníků (Ksiega urwisów) Praga, Mladá fronta 1957
- Jerzy Stefan Stawiński Hodina V (Godzina W) Praga, Naše vojsko 1961
- Roman Bratny Kolumbové dvacátého ročníku (Kolumbowie rocznik 20) Praga, Státní nakladatelství politické literatury 1965
- Edmund Niziurski Eskulapův přístav (Przystań Eskulapa) Praga, Mladá fronta 1965
- Edmund Niziurski Podivuhodná dobrodružství Marka Pihouna (Niewiarygodne przygody Marka Piegusa) Praga, Mladá fronta 1965
- Wiesław Górnicki Cesta za hrstí rýže (Podróż po garść ryżu) Praga, Svoboda 1966
- Jerzy Stefan Stawiński Honba za Adamem (Pogoń za Adamem) Praga, Svobodné slovo 1966
- Stefania Grodzieńska (Grodzieňská) Ze vzpomínek konferenciérky (Ze wspomnień chałturzystki) Praga, Orbis 1966
- Zofia Kossak (Kossaková) Úmluva (Przvmierze), Praga, Lidová demokracie 1969
- Lucjan Wolanowski Neklidné Tichomoří (Ocean nie bardzo spokojny) Praga, Svoboda 1970
- Jerzy Szaniawski Profesor Tutka (Profesor Tutka) Praga, Vyšehrad 1972
- Stanisław R. Dobrowolski Sága rodu (Saga rodu) Praga, Lidové nakladatelství 1974
- Hanna Malewska (Malewská) Kamení bude volat (Kamienie wołać będą) Praga, Vyšehrad 1974
- Marian Brandys Trampoty s paní Walewskou (Kłopoty z panią Walewską) Praga, Lidové nakladatelství 1975
- Stefan Żeromski Předjaří (Przedwiośnie) Praga, Odeon 1970, Cesta do neznáma 1975
- Andrzej Kuśniewicz Král obojí Sicílie (Król Obojga Sycylii) Praga, Odeon 1975
- Lucjan Wolanowski Horko a horečka (Upał i goracka) Praga, Avicenum 1975
- Zofia Nałkowska (Nałkowská) Hranice (Granica) Praga, Lidové nakladatelství 1978
- Stanisław Przybyszewski Křik (Krzyk) Praga, Odeon 1978
- Zofia Posmysz (Posmyszová) Prázdniny na Jadranu (Wakacje nad Adriatykiem) Praga, Naše vojsko 1979
- Marta Tomaszewska (Tomaszevská) Soudce (Sędzia) Praga, Práce 1979
- Joe Alex Černé koráby (Czarne okręty) 1979[4]
- Józef Hen Jokohama (Jokohama) Praga, Lidové nakladatelství 1980[5]
- Józef Hen Obláček (Mgiełka) Praga, Lidové nakladatelství 1980
- Jarosław Iwaszkiewicz Červené štíty (Czerwone tarcze) Praga, Odeon 1980
- Halina Popławska (Popławská) Kord na vějíři (Szpada na wachlarzu) Praga, Práce 1981
- Zofia Nałkowska (Nałkowská) Hadi a růže (Węże i róże) Praga, Melantrich 1983
- Jerzy Stefan Stawiński Narozeniny mladého Varšavana (Młodego warszawiaka zapiski z urodzin) Praga, Naše vojsko 1985
- Jerzy Broszkiewicz Doktor Twardowski (Doktor Twardowski) Praga, Práce 1987[6]
- Andrzej Kuśniewicz Třetí království (Trzecie królestwo) Praga, Naše vojsko 1987
- Władysław Huzik Ukradené tváře (Ukradzione twarze) Praga, Mladá fronta 1988
- Henryk Sienkiewicz Na poli slávy (Na polu chwały) Praga, Melantrich 1988
- Lech Borski Talisman z azurové země (Talizman z błękitnego kraju) Praga, Albatros 1990
- Andrzej Kuśniewicz Eroica (Eroica) Praga, Odeon 1990
- Andrzej Kuśniewicz Lekce mrtvého jazyka (Lekcja martwego języka) Praga, Odeon 1990